# جی کلی
جی کلی (به انگلیسی: Jay Kelly) یک فیلم کمدی-درام در سبک داستان بلوغ آمریکایی محصول سال ۲۰۲۵ به کارگردانی نوآ بامباک و نویسندگی بامباک و امیلی مورتیمر است. در این فیلم بازیگرانی چون جرج کلونی، آدام سندلر، لورا درن و بیلی کروداپ حضور دارند.

## ساخت
فیلمبرداری در مارس ۲۰۲۴ با تولید بین نیویورک، لندن و توسکانی آغاز شد. و لینوس ساندگرن به عنوان فیلمبردار کار کرد.